# Mykoła Fryz
Mykoła Fryz, ps. Wernyhora (ukr. Микола Фриз / Вернигора, ur. 1914 we wsi Załokot w powiecie drohobyckim, zm. 1969 w USA) – ukraiński działacz społeczny, działacz nacjonalistyczny, oficer polityczny Ukraińskiej Powstańczej Armii w kureniu Rena.

## Życiorys
Ukończył szkołę podstawową, następnie ukraińskie gimnazjum w Drohobyczu. W latach 1934–1939 studiował w greckokatolickim seminarium duchownym w Przemyślu, w maju 1939 został wyświęcony na diakona.
Od 1932 był członkiem Junactwa OUN, od 1939 referentem rejonowym OUN ds. Junactwa.
W latach 1943–1944 był dyrektorem żeńskiej bursy w Lesku, jednocześnie działając w podziemiu. Od lipca 1944 był rejonowym referentem propagandy, prowadząc szkolenia ideologiczne nowo powstałych oddziałów UPA. W maju 1945 został mianowany referentem propagandowym nadrejonu OUN „Beskyd”.
W 1947 wraz z oddziałem UPA przebił się przez Czechosłowację do amerykańskiej strefy okupacyjnej w Niemczech. Jeździł za granicę z prelekcjami na temat wyzwoleńczej walki UPA, był członkiem Zarządu (Prowodu) Zagranicznych Oddziałów OUN.
W 1948 przedostał się do Francji, gdzie został krajowym przewodniczącym OUN we Francji (do 1961), wydawał również czasopismo „Ukrajineć”.
Obawiając się zamachu komunistów na swoje życie, w 1967 wyjechał z żoną, córką i trzema synami do USA. Osiadł w Yonkers koło Nowego Jorku, gdzie pracował w firmie farmaceutycznej.
W lecie 2002 w jego rodzinnej wsi postawiono mu pomnik.